# Chersotis glareosa
Chersotis glareosa là một loài bướm đêm trong họ Noctuidae.